# Tschernowe
Tschernowe (ukrainisch Чернове; russisch Андреево-Ивановка/Andrejewo-Iwanowka) ist ein Dorf im Süden der Ukraine, etwa 48 Kilometer nordwestlich von der Rajonshauptstadt Beresiwka und etwa 114 Kilometer nördlich von der Oblasthauptstadt Odessa entfernt am Fluss Tylihul gelegen.

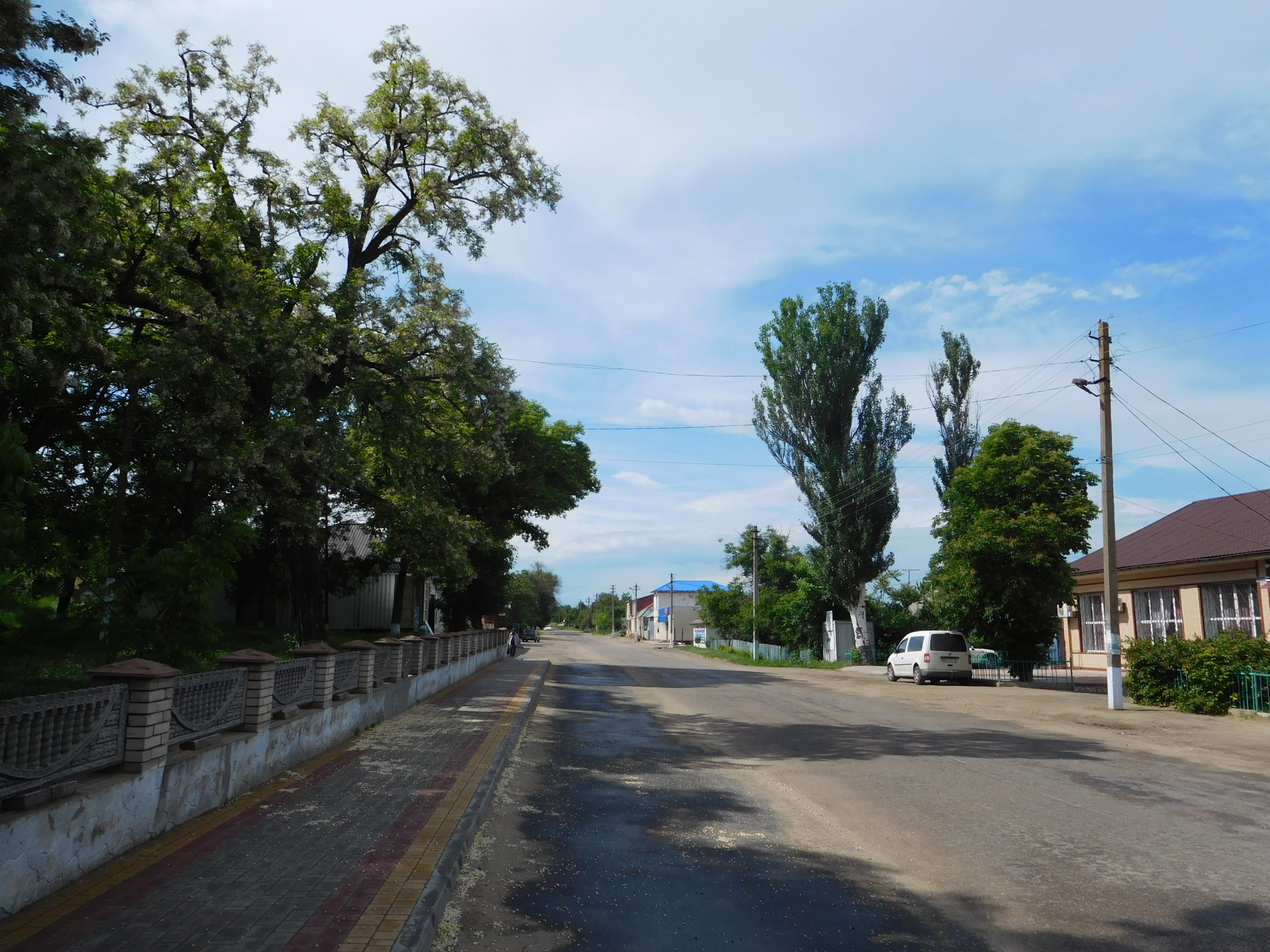
Blick auf die Hauptstraße

## Geschichte
Der Ort entstand im 18. Jahrhundert unter dem Namen Tscherwone (Чернове), hieß ab 1910 Martossowe (Мартосове) und trug ab 1929 den Namen Andre-Iwaniwka (Андре-Іванівка) und ab dem 1. Februar 1945 den heutigen Namen zu Ehren des sowjetischen Revolutionärs Andryj Iwanow (Андрій Іванов).

## Verwaltungsgliederung
Am 11. Oktober 2019 wurde das Dorf zum Zentrum der neugegründeten Landgemeinde Andrijewo-Iwaniwka (Андрієво-Іванівська сільська громада/Andrijewo-Iwaniwska silska hromada). Zu dieser zählten auch noch die 6 in der untenstehenden Tabelle aufgelistetenen Dörfer, bis dahin bildete es zusammen mit dem Dorf Dobrydniwka die gleichnamige Landratsgemeinde Andrijewo-Iwaniwka (Андрієво-Іванівська сільська рада/Andrijewo-Iwaniwska silska rada) im Westen des Rajons Mykolajiwka.
Am 12. Juni 2020 kamen noch die 4 Dörfer Issajewe, Lewadiwka, Nastassijiwka und Nowohryhoriwka zum Gemeindegebiet.
Folgende Orte sind neben dem Hauptort Andrijewo-Iwaniwka Teil der Gemeinde:
| Name                     | Name           | Name                            |
| ukrainisch transkribiert | ukrainisch     | russisch                        |
| ------------------------ | -------------- | ------------------------------- |
| Bohdaniwka               | Богданівка     | Богдановка (Bogdanowka)         |
| Dobrydniwka              | Добриднівка    | Добрыдневка (Dobrydnewka)       |
| Issajewe                 | Ісаєве         | Исаево (Issajewo)               |
| Kachowka                 | Каховка        | Каховка                         |
| Lewadiwka                | Левадівка      | Левадовка (Lewadowka)           |
| Nastassijiwka            | Настасіївка    | Настасиевка (Nastassijewka)     |
| Nowohryhoriwka           | Новогригорівка | Новогригоровка (Nowogrigorowka) |
| Nowotrojizke             | Новотроїцьке   | Новотроицкое (Nowotroizkoje)    |
| Skossariwka              | Скосарівка     | Скосаревка (Skossarewka)        |
| Wessele                  | Веселе         | Весёлое (Wessjoloje)            |